# Tim Kang
Yila Timothy Kang (en coréen : 강일아 ; hanja 康一芽) est un acteur américain d'origine sud-coréenne né le 16 mars 1973 à San Francisco (Californie) aux États-Unis, principalement connu pour son rôle de l'agent Kimball Cho dans la série Mentalist.
Il réside à Los Angeles.

## Biographie
Kang détient un Bachelor of Arts (section sciences politiques) de l'université de Californie Berkeley et un Master of Fine Arts de l'université Harvard.

### Carrière
Tim Kang joue de petits rôles dans les séries telles que New York, section criminelle, Ghost Whisperer, et Monk. Par la suite, il apparaît dans plusieurs épisodes de New York 911, mais se fera principalement connaître pour son rôle de l'agent Kimball Cho dans la série Mentalist pendant 7 ans entre 2008 et 2015.
Après la fin de Mentalist, il fait une apparition dans la série de CBS Esprits Criminels le temps d'un épisode, puis dans la série Vampire Diaries où il y interpréta le rôle d'Oscar, un vampire hérétique le temps de trois épisodes.
Le 20 juillet 2018, il est annoncé en tant qu'acteur principal dans le reboot de la série Magnum, on le voit depuis 2018 dans la série Magnum P.I.,  sous les traits du lieutenant de la police d'Hawaii Gordon Katsumoto, rôle qu'il tient toujours après 5 saisons.

## Filmographie

### Cinéma
- 2002 : L'Amour sans préavis : un employé de bureau
- 2002 : Two Weeks Notice: Paul the Attorney
- 2003 : Robot Stories: Young John
- 2003 : Justice: Bodega Owner
- 2004 : Flight Safety (Court-métrage)
- 2004 : Mémoire effacée: Agent Alec Wong
- 2006 : What Remains (Court-métrage)
- 2008 : John Rambo: En-Joo
- 2009 : Mr. Sadman: agent Wang

### Télévision
- 2002 : Les Soprano : Dr Harrison Wong
- 2003 : New York, section criminelle : Murakami
- 2004 : New York 911 : détective Kent Yoshihara
- 2005 : New York, cour de justice : Dr Liam Kelly
- 2006 : Chappelle's Show : Car Wash Manager
- 2006 : Ghost Whisperer : Warren Chen Saison 2 épisode 8 Tout feu, Tout flamme
- 2007 : Monk : Mr. Brenneman
- 2007 : The Office : Koh
- 2007 : The Unit : Commando d'élite : Chaplain Alan Lantz
- 2008 - 2015 : Mentalist : Agent Special du CBI Kimball Cho
- 2015 : Esprits criminels : Charlie Senarak (Saison 11 épisode 2)
- 2015 : Vampire Diaries : Oscar (Saison 7 épisodes 3, 4 et 5)
- 2017 : Chicago Justice: inspecteur Stephen Kim (saison 1 épisode 12)
- 2017 : American Horror Story (Saison 7 épisode 1) : Thom Chang
- 2018 : L'arme fatale (Saison 2 épisode 12) : Mike Serrano
- 2018 : Marvel's Cloak and Dagger (Saison 1 épisodes 6 et 7) : Ivan Hess
- 2018-2024 : Magnum P.I. : Lieutenant Gordon Katsumoto